# Ókori görög művészet

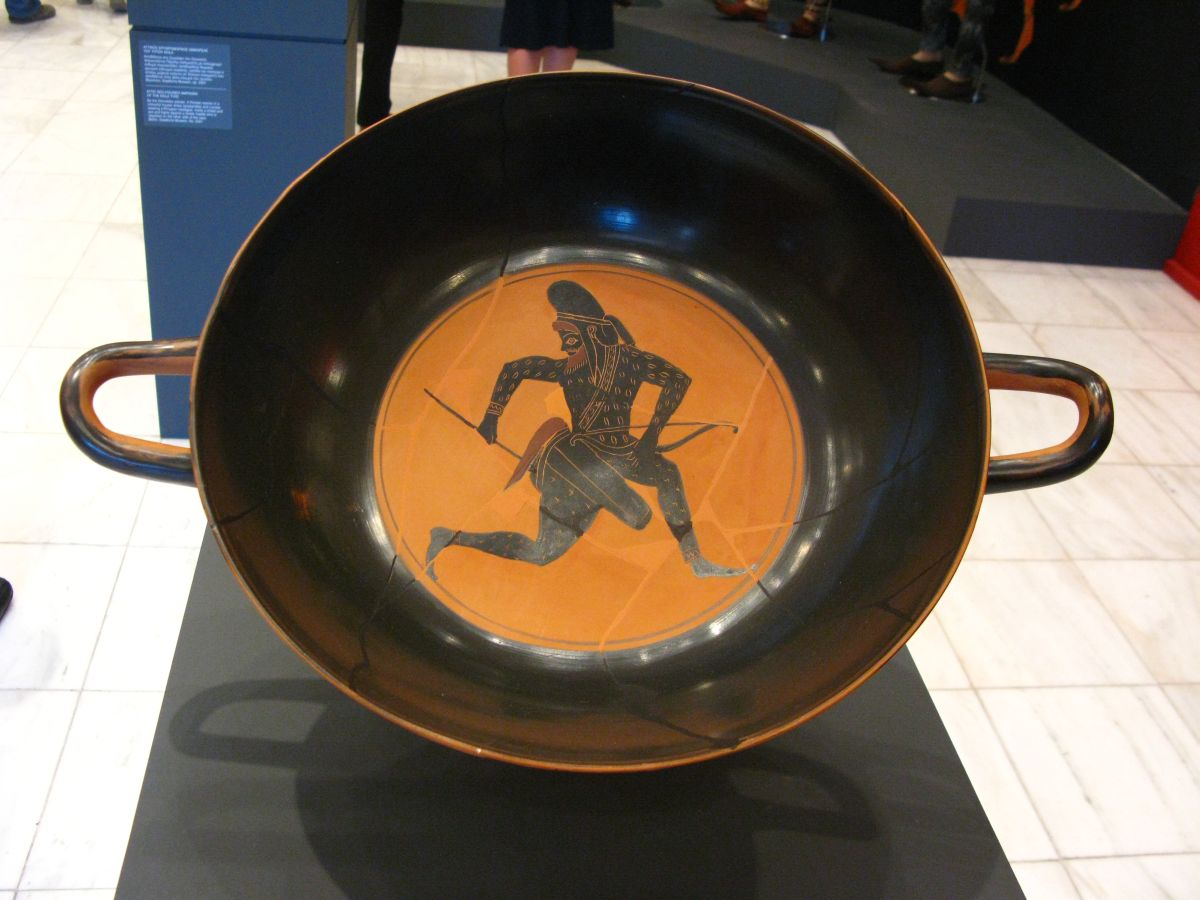
Szkíta harcos ábrázolása egy görög ivóedényen (Kylix) i. e. 530-520, Louvre

A klasszikus görög civilizáció művészeti fejlődésének kezdete a mükénéi kultúra bukásával és a görög sötét korral esik egyidőbe, később pedig Babilónia, Fönícia és Perzsia művészetének virágzásával. A gazdag görög poliszok fénykorában és a hellenizmus idején a művészet megfelelt a szabad görögök törekvéseinek.

## Képzőművészet
A görög képzőművészet korszakai:
- mükénéi kultúra (i. e. 16. – i. e. 12. század)
- az ún. sötét kor (i. e. 11. – i. e. 8. század) – a mükénéi művészet elhalása, a dór vándorlás pusztításai
- archaikus kor (i. e. 700–480 k.) – gyarmatosítás, Athén, Spárta és a többi városállam fejlődése
- klasszikus kor (i. e. 480–330 k.) – a demokrácia csúcsa Athénben, peloponnészoszi háború
- hellenizmus (kora i. e. 3–1. század) – a görög városállamok elveszítik függetlenségüket

### Építészet
Az ókori görög építészeti stílust ma már főként a templomairól, oszloprendjeiről és színházairól ismerik, amelyek nagyon nagy számban maradtak meg az egykori görög kulturális és befolyási területeken.

### Szobrászat
A görög szobrászat a testneveléssel együtt bontakozott ki a stadionokban. Így születhetett meg a görög szobrászatban a ruhátlan emberek egyik szobortípusa, a kurosz (mezítelen fiatal férfi szobra) vagy az Apollószobrászat és a koré (felöltözött fiatal lány).

#### Geometrikus kor

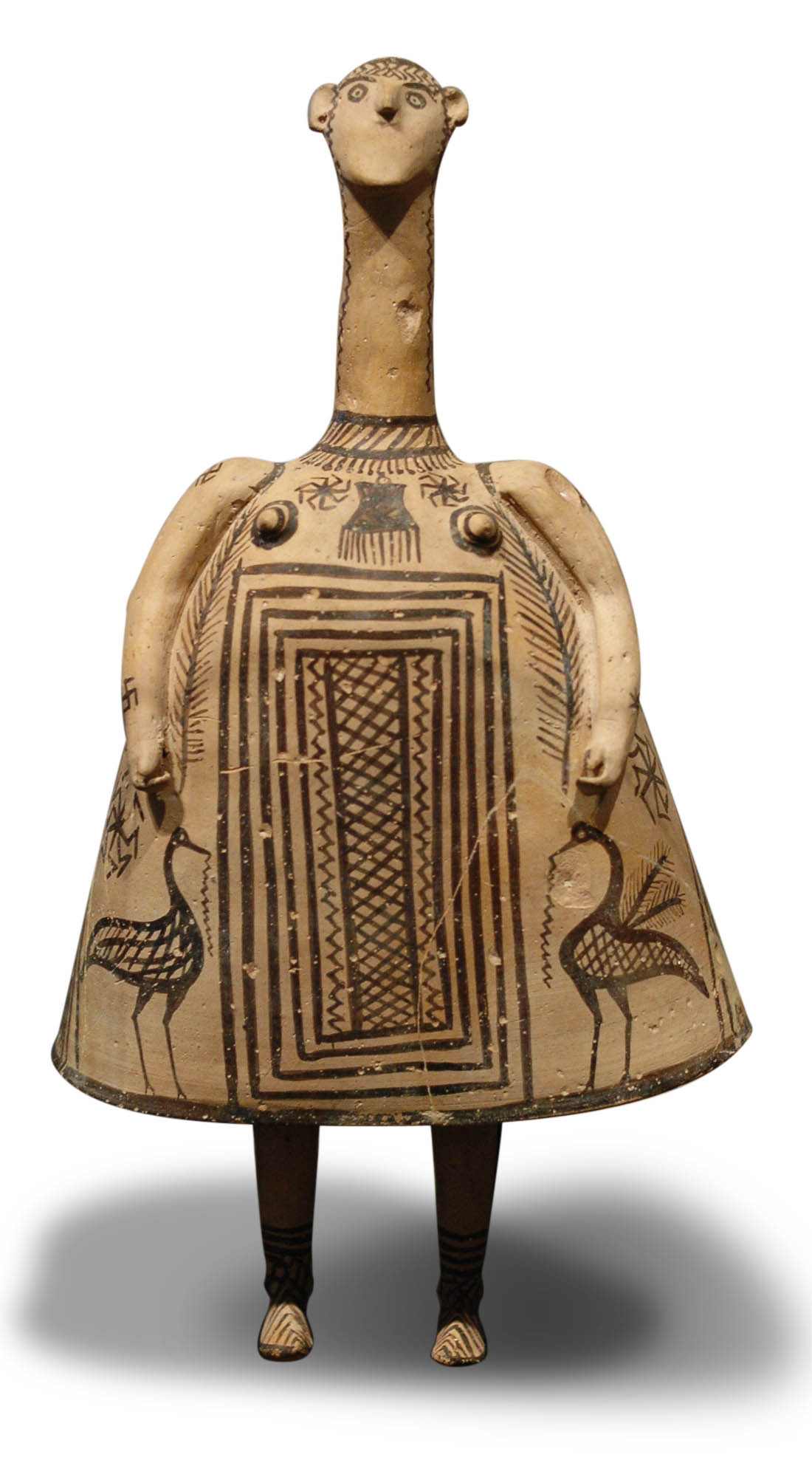
Idol-szobrocska, terrakotta, Boiotia

Az i. e. 1. évezred kezdetétől számos agyagszobor maradt ránk. Az emberi alakok a legkülönbözőbb formákat öltik. Tekebábura sőt hegedűre is emlékeztetnek. Sokuk karikatúrának tűnik, de a kor emberei számára ezek az ábrázolások a jellemet fejezték ki. A figurák aránytalanul hosszú nyakúak és kezűek, törzsük túl széles. Színesre festették őket, így vidámnak hatottak. Az i. e. 8. század görög szobrai absztraktak, némelyikük szoborváznak tűnik.
A görögök – amikor első szobraikat faragták – ott kezdték, ahol az egyiptomiak és az asszírok abbahagyták. Alaposan ismerték és utánozták az egyiptomiakat, tőlük tanulták, hogy kell megformálni az álló férfialakot, hogy kell tagolni a testet, és feltüntetni a részeket összekötő izomzatot. De azt is elárulják a szobrok, hogy a görög művész nem fogadott el semmilyen szabályt, még ha az jó is volt. Most már nem előírás szerint ábrázolják a testet. Az egyiptomi művész azt festette, amit a tárgyról tanult és tudott. A görög azt, amit nyitott szemmel látott. A szobrászműhelyekben új meg új elgondolásokkal, megformálásokkal próbálkoznak, minden újítást kiegészítenek a maguk felfedezésével. Az egyik rájött, hogyan lehet hitelesebben mintázni a törzset. A másik kitalálta, hogy sokkal élethűbb az alak, ha két lába szorosan nincs egymás mellett a földön. A harmadik a száj vonalát görbítette felfelé, hogy az arc mosolyogjon. Az egyiptomi módszer biztosabb, mert ezek a kísérletek néha rosszul sikerültek. A mosolyból például kínos vigyor lett, az új póz talán mesterkéltnek hatott, de a görögök ezt továbbfejlesztették.

#### Archaikus kor
A görögök szárnyas nőalakjai, a Nikék, és a kentaurok nagyon művésziek, de vannak szörnyábrázolások is, mint például a gorgók, a lófejű Artemisz, vagy a négykarú Apollón.
Mükénében nagyon sok gemmát készítettek. A kőbe vésett harci jeleneteket olyan szenvedély járja át, amilyennel Kréta művészetében nem találkozunk. Az egyik egy viadal legfeszültebb pillanatát ábrázolja, amelyben kifejezésre jut a győztes harcos ellenállása és a makacs fiú hajthatatlansága. A küzdők alakjait két másik figura egyensúlyozza ki: az egyik földön ülő, nyugodt meztelen férfiak, a másik a küzdők segítségére siető harcos, aki egy óriási pajzsot tart maga elé.
A görög szobrászat két szobortípust alkotott. A kuroszt, azaz a ruhátlan ifjút és a korét a lányt. Mindkét típus az egyiptomiaktól ered, de a görög szobrok már kezdetben eredetibbek. Sok szobrásznemzedék tökéletesítette tovább őket.

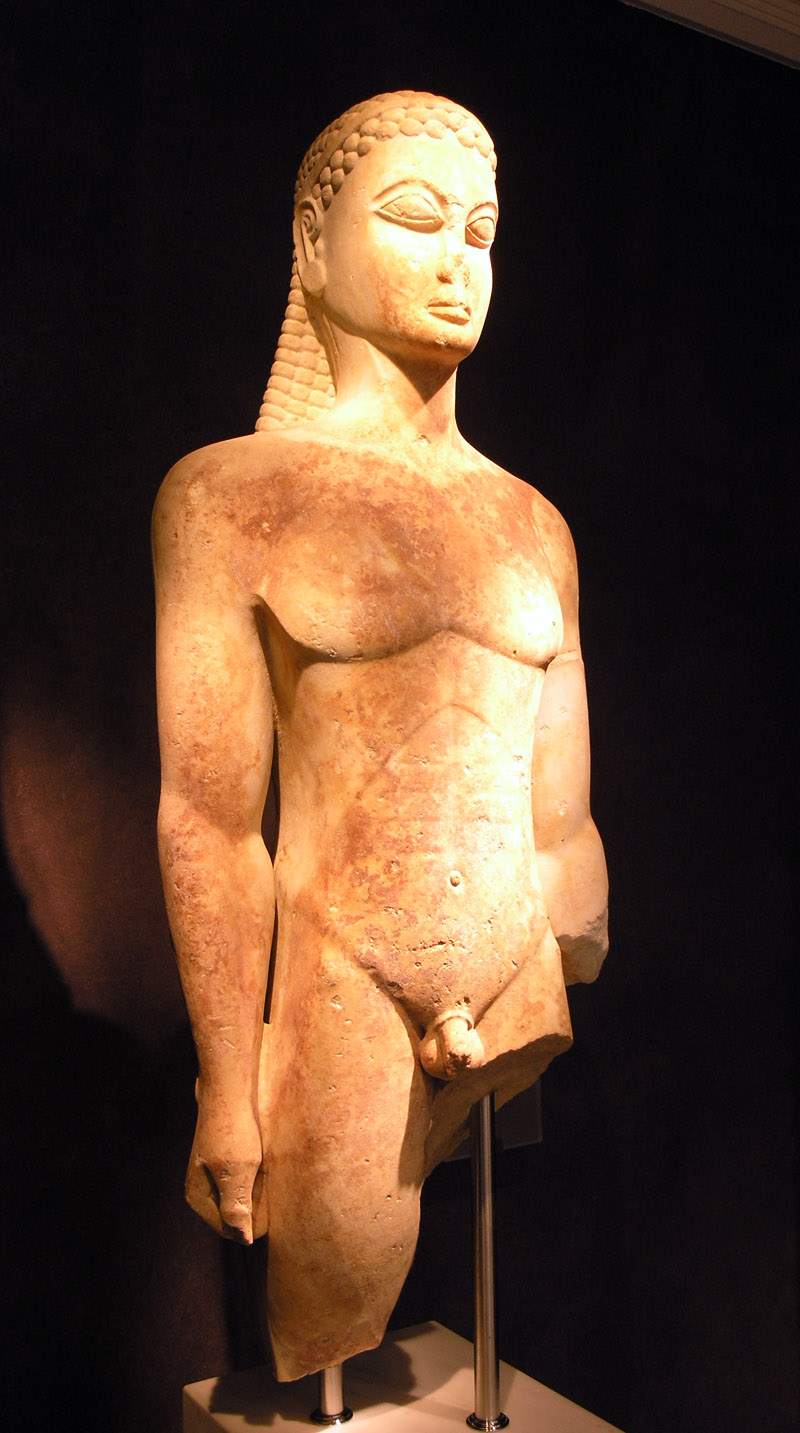
Kurosz

A kurosz fejlett izomzatú fiatal szobra, az egyes testrészek között tér van. Az i. e. 7. században született meg, kultikus célja még a mai napig sem tisztázott. Lehet, hogy ezeket a szobrokat az atléták ajánlották fel isteneiknek, amikor a versenyeken győztek. De ezek a szobrok nemcsak atlétikai ábrázolásúak. A kuroszban az ember minden vonása tükröződik. Az arca sugárzik a felhőtlen örömtől, fiatal teste egészséges, mozdulatai erőt és energiát fejeznek ki. Nem sorolhatjuk az atléta-ábrázolások közé sem, de nem is istenek szobrai. Számos kurosz maradt ránk. Egyeseken, mint például Polümédész képmásain, az erő és a fejlett izomzat uralkodik. A teneai Apolló viszont nagyon kifinomult, és nem durva. Ezeket az ifjakat mindig egyenesen állva ábrázolták. Határozott mozdulattal lépnek előre, ezért nem hatnak olyan mereven. A görög ifjú nyugodt, energikus lépéssel "megy" előre, miközben megőrzi testének szimmetriáját.
A fejnek csaknem gömb alakja van, ehhez simul az egyenes, fejet keretező haj, ami egyenes és szilárd tartást ad. A mellkas szélesen kidomborodó. A csípő erősen henger formájú. Az i. e. 5. és i. e. 6. századból sok kürosz származik. A Pimbinói Apolló a dór stílus alkotása, de Dél-Olaszországban keletkezett. A test lágy, ezzel ellentétben áll a lapos haj. Az ajkak és a mellbimbók vörösrézből formáltak. Itt is szigorú testtartással találkozunk. A felirat szerint ez a szobor Apollónt ábrázolja.
A kurosszal párhuzamosan alakult ki a koré is. Ennek legszebb példáit a ión iskola alkotásainál találjuk. Legjelentősebbek Delphoiból származó áldozati szobrok és az attikai korék. A korékat általában ünnepségek résztvevőiként ábrázolják. Ajándékot hordoznak és mosolyognak. A korék szép, színes khitont viselnek. Hajfürtjeik hosszú fonatokban hullanak vállukra, egybeolvadnak a színes ruha redőivel és a köpeny szegélyével. Vannak sima öltözékbe burkolt alakok is, amiket csupán a vállukra boruló két hajfonatuk díszít. Leghíresebb Antenór koréja, redőzött köpenyében és göndör hajával ünnepélyesen hat.
A kuroszból és a koréból alakult ki a ruhás emberalak, ami hosszú időkön át foglalkoztatta a görög szobrászatot. A ruha a mozgás kifejezője lett, nagyobb hangsúlyt adott az egyes testrészeknek, ritmussal töltötte meg a figurát. A ruha lehet súlyos, párhuzamos vonalakban aláhulló, vagy zegzugos formájú, ami egybeolvad a hajfürtökkel.
Az i. e. 6. század végéből származó dombormű ökölvívók küzdelmét ábrázolja. A testek rugalmasak, mozgékonyak. A mozgalmas csoport piramisformát alkot. A küzdők mögött álló ifjak olyanok, mintha ők is versenyeznének. Az alkotás olyan, mintha egybefonódó levelek mintája lenne, ilyen bonyolult mintát nem találunk a keleti művészetekben.
Az Akropoliszon talált Moszkoforosz (Borjúvivő) is összetett alkotás. A borjú ívesen öleli körbe az ember fejét, lábait a felemelt kéz fogja. A kezek és lábak átlósan futnak össze a mellkas közepén, s ez az egész kompozíció középpontja. Az ember mosolya elégedettséget, nyugalmat fejez ki.

#### Klasszikus kor

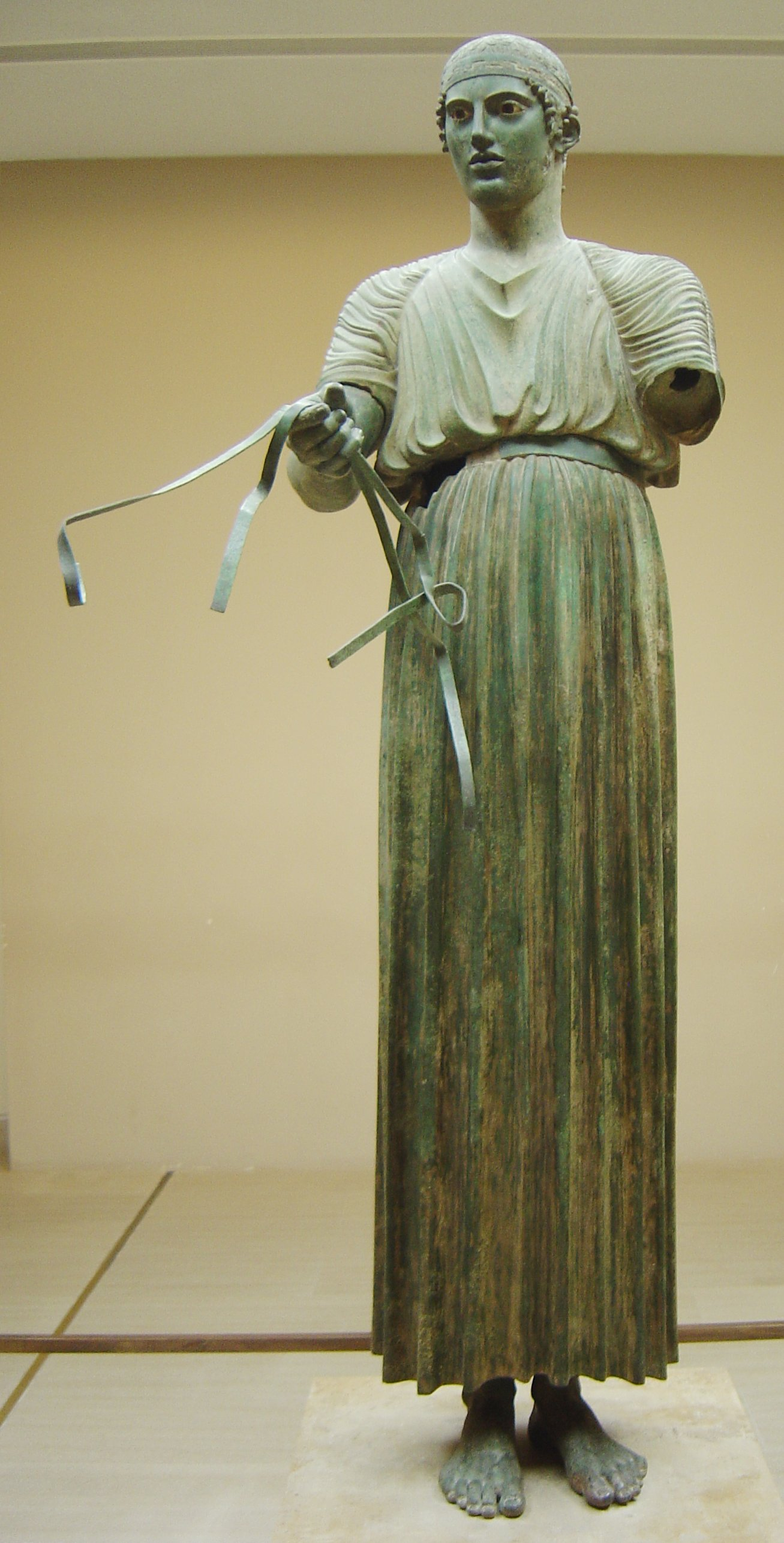
Delphoi kocsihajtó

Az archaikus és a klasszikus kor közötti, átmeneti szobrászat igen „szigorú”. Az ebben az időben alkotott tárgyak közül kevés bronzszobor maradt fenn, ezek egyike a Delphoi kocsihajtó. A kocsis hosszú ruhája művészi redőkben omlik alá, jobb kezében tartja a zabla egy darabját, komoly tartása ünnepélyességet fejez ki. Az eredeti görög alkotás más, mint az utánzatai. A szem nem élettelen, színes kövekből van kirakva. Még látni a hajon, szemhéjon és szájon a vékony aranyozás nyomait, ami melegebbé tette az egész arcot. De hivalkodó vagy közönséges nem lehetett egy ilyen fej. Az is biztos, hogy a művész nem valóságos arcot másolt le, hanem jellegzetes emberi formákból alkotta a fejet. A kocsihajtó szobra áldozati felajánlás volt, egy elpusztult, nagy szoborcsoport része. A szépség és a nemesség ötvözete. A kocsihajtó fejének körvonalai nem részletezettek. A fej alakja ovális, amit csak a hajfürtök bontanak meg.

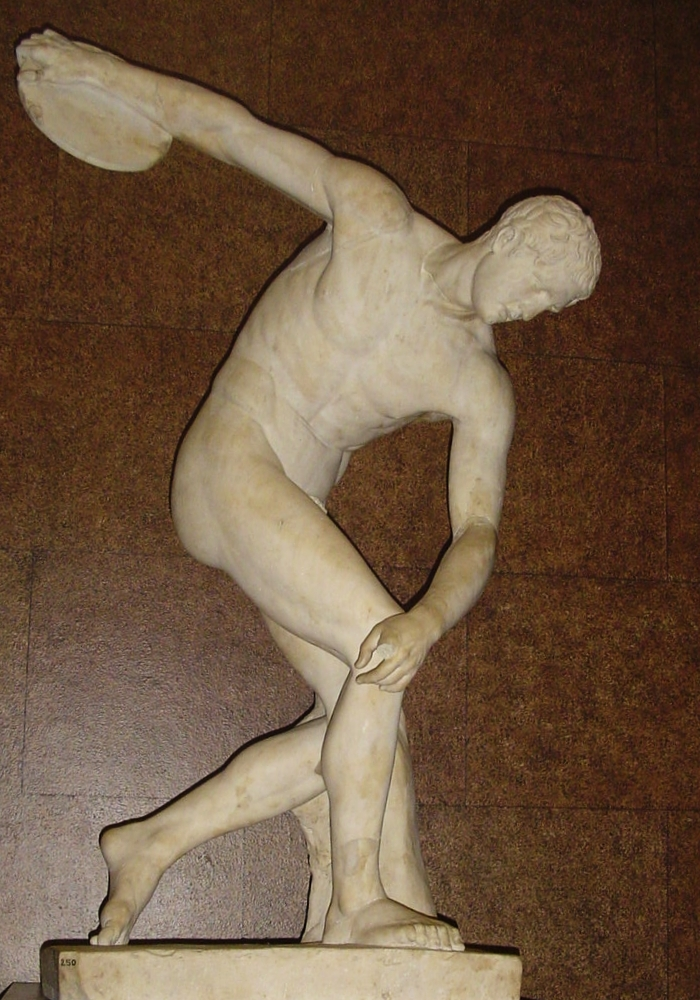
Diszkoszvető

E stílus virágkora az i. e. 5. századra, Mürón, Polükleisztosz, és Pheidiász szobrászok idejére esik. Mürón legismertebb műve a Diszkoszvető, a római márványmásolat szerint a művész egy férfi aktját mintázza meg, a diszkosz elvetését megelőző pillanatban. Az alak felső része a hátravetett vállával és karjával szimmetrikus. A karok kontúrja a hátrahelyezett bal láb vonalában folytatódik, és félkört alkot. A szoborban a stabilitás elemei is érvényre jutnak, a bal láb szilárd függőlegese, mely felett az ifjú jobb válla van, az egész alak támaszát képezi. A kerek körvonalú fejnek a kerek diszkosz felel meg. Ha a szobor előtt állunk, és csak a körvonalakat figyeljük, felfedezzük az egyiptomi tradícióhoz fűződő szálakat. Mindez a lehető legjellemzőbb nézetből van ábrázolva. A törzs elölről, a végtagok oldalról. Müron, ahelyett, hogy a különböző szemszögből mutatott részeket valamilyen természetellenes pózba rakná össze, élő modellt állít be, hogy a mozgás lendületében, de hitelesen mintázza meg a testet. A szobrász most már ura a mozgásnak, ahogy a festő a térnek.
Pheidiász jelentős domborműveket alkotott. A kései klasszikus kor szobrászata jobban érdeklődik a tér, a világos és sötét kontrasztok iránt, többet foglalkozik a dinamizmussal, bonyolultabb kompozíciót alkalmaz.
Azok a szobrok, melyek Pheidiászt híressé tették, nem maradtak meg. De a leírásuk alapján elképzelhetjük, miképp is nézhettek ki. A nagy ókori alkotások jó része azért pusztult el, mert a kereszténység győzelme után a hívők szétzúzták a pogány bálványokat. Pheidiasz óriási Athéné Parthenosza, nem így nézhetett ki, mint a római képmása. A leírások alapján sejthetjük, milyen lehetett: akkora mint egy nagy fa, 17 méter magas, az alak fából, de drágább anyagokkal borítva. Fegyverét, ruháját arannyal, teste fedetlen részeit elefántcsonttal vonták be, a pajzsot és a sisakot, a két szemet is színes kövekből rakták ki. Az arany sisakot griffmadarak díszítették, és a pajzs belsejében összetekeredett kígyó drágakőszeme is fénylett. Lélegzetelállító látvány lehetett, mikor az ember belépett a templomba, és szembetalálta magát a gigantikus nőalakkal. Az istenek már nem a régi, félelmetes démonok. Pheidiász Athénéje már több, mint bálványkép. A korai leírások mind kiemelik a szobor nemességét, méltóságát. A szobor nagyságában felfokozott ember. Ereje nem mágikus hatásában van, hanem szépségében.

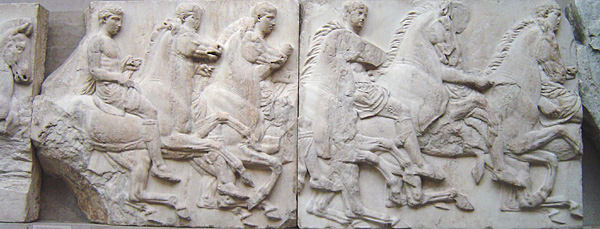
Lovasok, a Parthenon fríze

Pheidiász készítette a Parthenon oromzatát is. Az alakok életközelsége szépséggel és nemességgel párosul, a vágtató lovak mozgása váltakozik a nyugodtan álló lóalakokkal. A részletek kidolgozása, mint például a lovak izmai vagy az inak a kezeken alárendelődik a mű ritmusának. A Parthenon nyugat oromzatának szobordísze mozgalmas jelenetet ábrázol: Poszeidón és Athéné vetélkedését az attikai birodalomért. Nem a kemény harc a fő téma, hanem az istenek megjelenése, a fenséges, tökéletes lényeké, akik sugárzanak a szépségtől és tele vannak lendülettel.
A Héraklész, Atlasz és a nimfa című relief is ebben a korban keletkezett. Azt a jelenetet mutatja, amikor Atlasz elhozza Héraklésznek a Heszperidák almáit. Ezt a feladatot ugyanis a hős nem tudta, vagy nem akarta elvégezni, és megkérte az égboltot tartó titánt, hogy segítse ki. A dombormű azt a pillanatot örökíti meg, amikor Atlasz visszatér és átnyújtja az almákat. Héraklész keményen tartja terhét, a nimfa pedig egy párnát tett a válla alá, hogy legalább ennyit könnyítsen rajta.

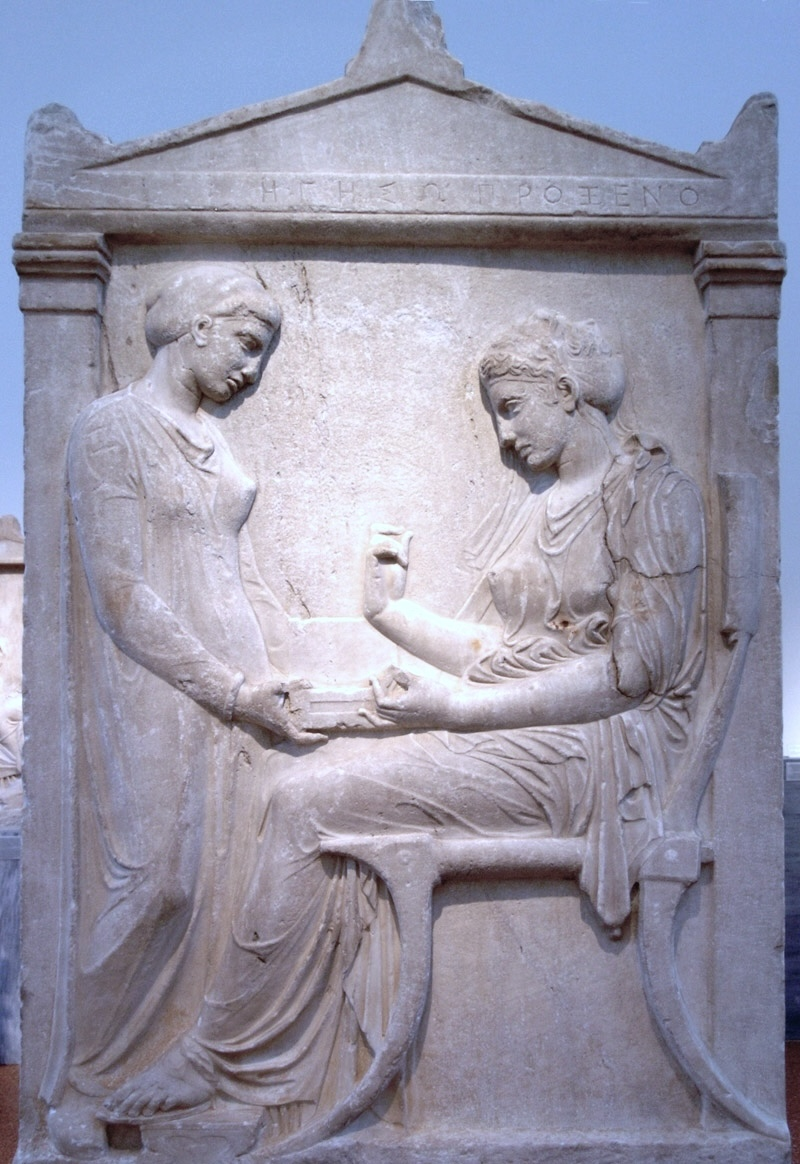
Hégeszó sírreliefje, Athén

A nimfa a nőiesség jegyével gazdagítja a jelenetet, karját felemeli, mintha segítene a hősnek terhet tartani, de az egész alakja nem árul el erőfeszítést, csak jószándékot fejez ki.
Az i. e. 5. század elején Görögországban egy új reliefstílus alakult ki. A görög művészek feladatul tűzték ki, hogy megtartva az ábrázolás síkját, ami az alakok elhelyezkedését is meghatározta, olyan mélységábrázolásra és lágy modellekre törekedjenek, hogy az alakok a térben szabadon állva és testszerűen jelenjenek meg.
Az attikai sírsztélék nem ábrázolják az elhunytak siratását, hanem inkább hozzátartozóiktól való búcsút jelenítik meg. Gyakran találjuk e kor kedvelt motívumát, a gondolataiba merült, nyugodt és méltóságteljes ember alakját. Az ábrázolt alak úgyszólván mindig ugyanazokat a körvonalakat mutatja.
A síremléken Hégeszót látjuk, ahogy szolgálója egy ládikát nyújt neki, és ő kiemel valamit, talán egy gyűrűt. Ahogy a dombormű felső részét lezárja a két női kar íve, és a széklábakon mintha újra visszajátszódna ez a vonalritmus, ahogy Hégeszó kezére összpontosítja a figyelmet, és a ruha redőin át kibontakoztatja a test nyugalmát, létrehozza a harmóniát, amit e kor művészei adtak a világnak.
Hégeszó síremlékén megjelenő két alak keretbe foglalt csoportot alkot. Lágy, gyengéd formáik és lekerekített vonalaik vannak. A kompozíció egyensúlya miatt a művész attól sem riad vissza, hogy az ülő alakot majdnem olyan magasnak ábrázolja, mint a szolgálót.

#### Hellenizmus

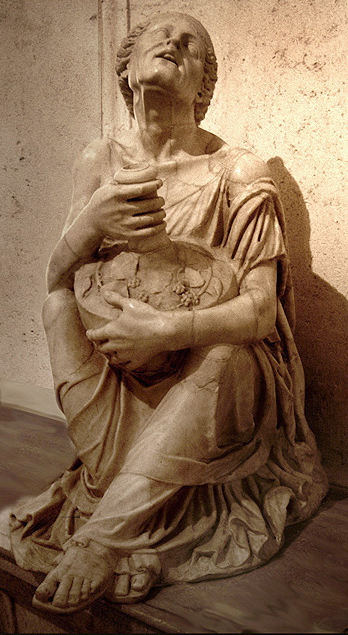
Részeg parasztasszony

A hellenizmusban sokkal gazdagabb lett a művészet, ezekben az években tudatosodik a görögök művészethez való viszonya. Arisztotelész az esztétika megalapítója volt.
Praxitelész híres Hermészét, melyet az Olümpiában tártak fel, régebben görög eredetinek vélték, de másolat. Hermészt nem bálványként ábrázolja, sem ideálként. A szobor azt a pillanatot testesíti meg, amikor az istenek hírnöke éppen megpihen a nimfákhoz vezető úton, karján a kis Dionüszosszal, akit az istenek rábíztak. Hermész játszik a gyerekkel, egy szőlőfürttel ingerli, aki hiába nyúl utána kezével. Az isten emberi magatartása gyengédséget fejez ki, és jellegzetes karakterként hat. S, hogy Dionüszoszt már kisgyermekként vonzotta a szőlő, ez az utalás arra, hogy később a bor istene lesz. Praxitelész alkotás nem fenséges, mégis szép, azért mert szakított az eddigi elképzelésekkel. Dionüszoszt, akit a klasszikusok érett férfiként, göndör szakállal ábrázolnak, most kisgyermek alakjában jelenik meg. Hermész pedig szép fiatal férfiként áll előttünk. Alakja csupa lágyság, hajlékonyság és áramló mozgalmasság. A márványt elárasztó fény a csiszolt felületeken tükröződik, egységbe olvasztja a két figurát. A testrészek határai elmosódnak, s a felület észrevétlen átmenetekkel az alakok belső életét is kifejezi. S ezt gondolatban még fokozni lehet Nikiász, a festő halvány színeivel, ami lekopott az alkotásról. A klasszikus korban csaknem eltűnt a mosoly. Praxitelész keltette újra életre.
Praxitelész híres alkotása a Knidoszi Aphrodité. A szobor egy kis templomban állt, Knidoszban. A templom bejárata a hátsó oldalon volt, így a szobrot mindenhonnan meg lehetett nézni.
Az istennő, aki egy vázára dobta ruháját, éppen a vízbe készül lépni. Ruhátlanul ábrázolni egy istennőt abban a korban nagy merészség volt, amire a régi idők mesterei nem vállalkoztak. Aphrodité viszont itt a szemérmesség, a szépség és a legtisztább nőiesség megtestesítőjeként jelenik meg.
Szkopász Őrjöngő Menádja egy római kori másolatban maradt ránk. Így írja le Szkopász egyik kortársa az alkotást: A mester vad őrjöngés közepette ábrázolja, dagadó kebellel, egymást keresztező combokkal, miközben fejét hátraveti, haja lobog a szélben, szemei kifordulnak. A menád őrjöng, egész testét átjárja a szabadság utáni vágy. Szkopász minden testrészt annyira meghajlított, ahogy csak lehetett. Ennek a megoldásnak kedvezett a figura spirál alakú felépítése. A menád kifejezőereje abból az egységes ritmusból származik, mely szinte görcsszerűen vonul végig testén, haján és ruháján.
Szkopász a tegeai Athéna Alea templomban is készített szobrokat. A művész úgy ábrázolja a harcos fejét, mint akinek minden döntő lépését megfontolások, ingadozások és belső feszültségek hullámzása kíséri. Ezt a hatást elsősorban úgy érte el, mintha a hős valami távoli, lebilincselő tárgyra pillantana. Szkopász minden figyelmét az arcra összpontosítja, legjobban a szemekre. Jól érzékelteti a hős lázas pillantását, mégpedig a mélyen ülő szempár, s az elmosódó körvonalak segítségével, melyek fátyolossá teszik a tekintetet. A tégeai templomban ábrázolt haldokló és halott harcos minden fájdalmát ezek a mélyben besüppedt szemek fejezi ki.
A hellenisztikus korban, az i. e. 2. században keletkezett a Laokoón-szoborcsoport, az ókor legmonumentálisabb szobra. E kor másik jelentős alkotása a szamothrakéi Szárnyas Niké. A test ferde tengelye, a drapéria redőzete, a hatalmas vitorla módjára dagadó öltözet, jól érzékelteti a repülést, ami a görög szobrászatot régóta foglalkoztatta.
Jelentős alkotás még a két szatírszobor, amit a Partenius-palotában találtak. Az egyik furulyázik, a másik táncol. A táncoló szatír üreges, öntött bronzszobor, teste kissé hátrahajlik, kezét előrenyújtja, ujjait széttárja.

### Festészet

#### Geometrikus kor

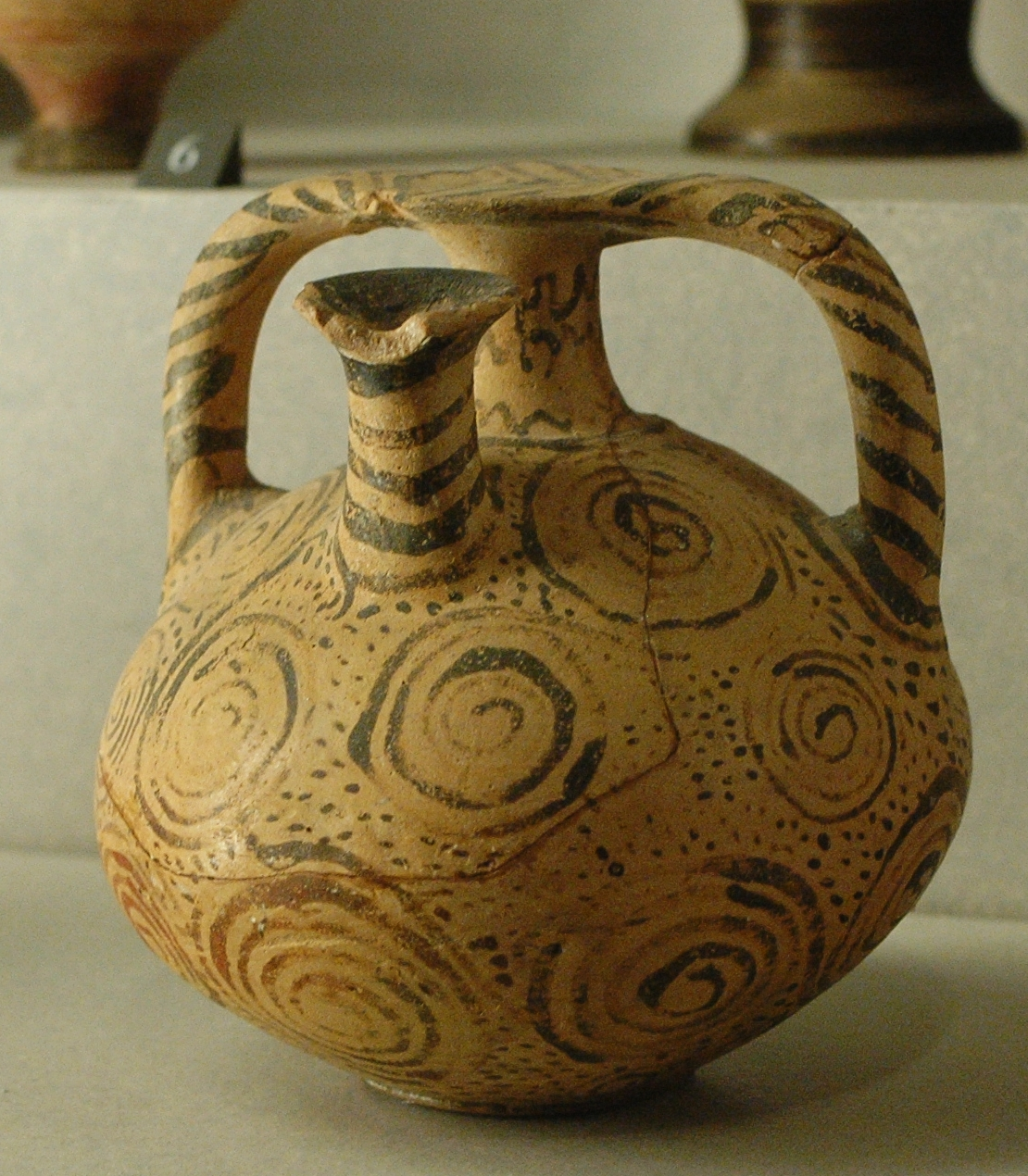
Geometrikus kori váza

A görög festészet fennmaradt alkotásai közül a festett vázák a legfontosabbak. Falfestészetükről csak a római kori másolatok maradtak meg.
A vázaképek a görög mitológia, élet jellemző jeleneteit ábrázolják.
A görög vázafestés kezdeteit a geometrikus kor jellemzi. A körbefutó vízszintes vonalközt kizárólag mértani díszítés tölti ki. A görög agyagművesek a kezdetektől fogva fazekaskorongot használnak, a festők vonalzók és körző segítségével díszítették az edényeket. A legrégibb i. e. 6. századból való vázákon erősen érződik az egyiptomi hatás. A művészek az emberek, állatok illetve tárgyak sajátságos ábrázolását dolgozták ki. Csak a leegyszerűsített körvonalakat ábrázolták, de úgy, hogy mindenki felismeri benne a szóban forgó alakot. Ezek az egyszerű formák segítségével bonyolult mintákat alakítanak ki, amelyek beborítják az edények falait, ornamentikára hasonlítanak. Találunk köztük harci jeleneteket, mulatozást, táncot, szertartást. A színek a tárgyak ismertetőjelévé válnak. A triünszi vaddisznóvadászatot ábrázoló jeleneten például a kutyák rikítókék színűek.

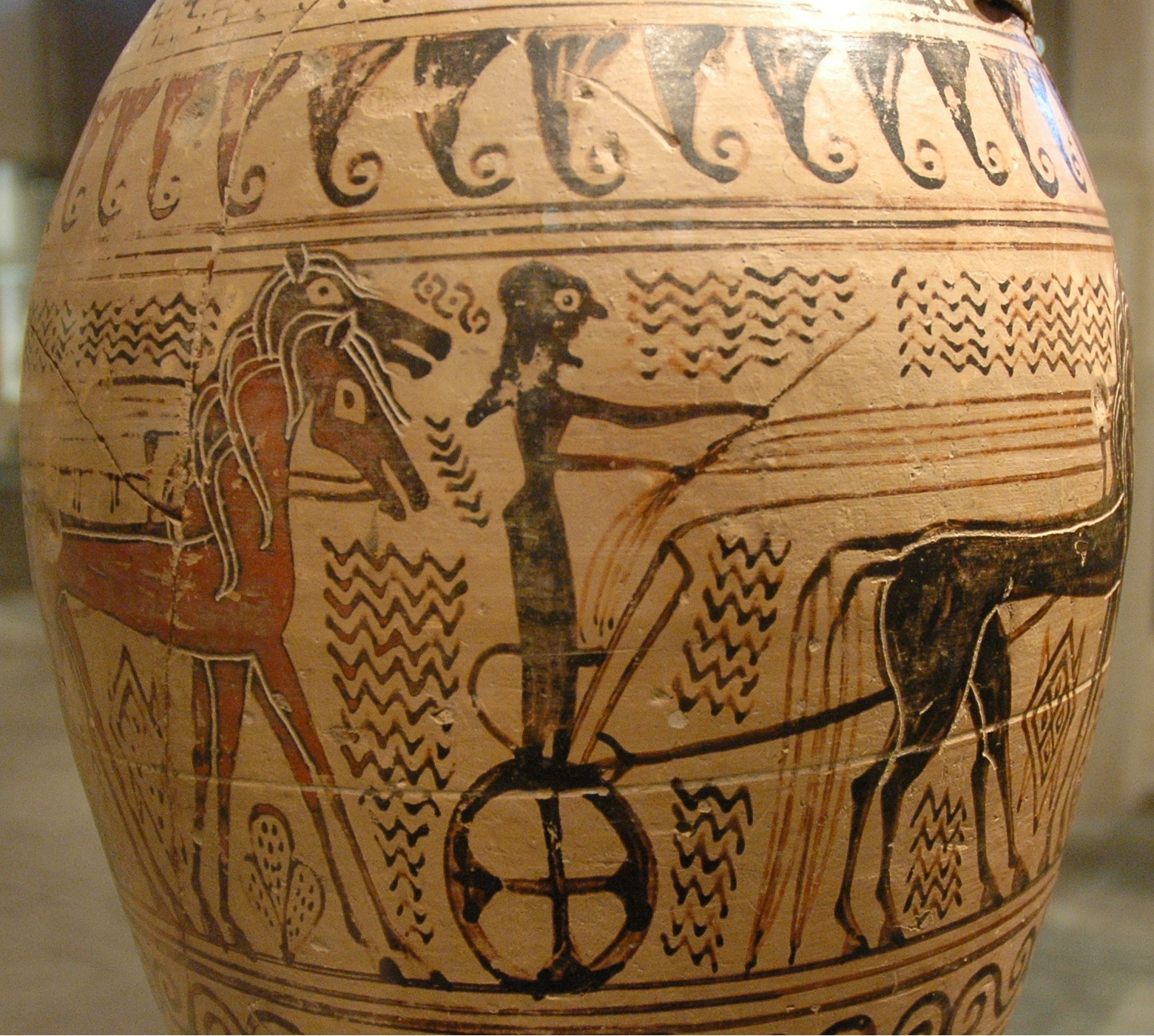
Geometrikus stílusú vázarészlet

Az i. e. 8. századtól kezdve a váza mintázatában megjelennek az ember-, és állatfigurák. A legszebb vázákat Athénban készítették és festették. A Dipülon temetőben kerültek napvilágra, ezért dipülonvázáknak is hívjuk őket. Az állatok és emberek stilizálva, absztrakt módon jelennek meg rajtuk.
Az Akhilleusz pajzsa című történet, amit Homérosz írt, sokkal inkább egy elérhetetlen álom, mint egy megvalósult dologra való visszaemlékezés. Ez is azt bizonyítja, hogy a görögök az egész világot bevonták képzeletükbe, föld és tenger, nap és hold, városok és mezők, férfiak és nők motívumai vonulnak be a művészetbe. E rajzok karakteresek, fantáziadúsak. A tárgyakat olyan grafikai stílusban ábrázolják, amely teljesen eltér az egyiptomi művészettől. A díszítések természetesen, könnyedén fejezik ki az edények alakját, összhangban vannak velük. A ritmusérzék, és az, hogy a sokalakos jelenetek világosak és áttekinthetőek legyenek teszi ezt a stílust jelentőssé.

#### Archaikus kor
Görögországban a művészet szorosan összefüggött a vallással és a mitológiával.
Később a figurák lassan kitöltik az egész vázát, a geometrikus forma pedig a peremeken jellemző. Az alakokat a vörös alapra feketével festették, a vonalakat pedig éles szerszámmal vésték a váza falába. Csak nőket és világos ruhákat ábrázoltak fehér színnel. Néhány ismertetőjelről könnyen felismerhetjük a görög vázák hőseit: Athénét pajzsáról, Héraklészt a legyőzött állat prémjéről és Hermészt szárnyas lábairól.
Az egyik feketealakos görög váza, melyen a két homéroszi hős, Akhilleusz és Aiasz kockázik, Exekiasz kézjegyével készült i. e. 540 körül. Mind a két alak teljesen profilban van, de a szemük ránk néz. A karok, kezek rajza nem olyan merev, nincs minden részlet kiterítve. A festő valóságosan akarja mutatni a két egymással szemben ülő alakot. Akhilleusz kezéből csak egy kis darabot láttat, mert a többit a válla eltakarja. Nem fontos neki, hogy minden rajta legyen a képen, amiről tudja, hogy az ábrázolt alakon ott van. Felfedezték a rövidülés elvét. Nem sokkal i. e. 500 előtt próbálták az emberi lábat elölről ábrázolni. A ránk maradt egyiptomi és asszír művészi tárgyak közül erre egyetlen példát sem találunk.
A vörösalakos vázát, amin a harcos búcsúja látható, Ethümidész készítette i. e. 500 körül. Ez a váza azt is elárulja, hogy a művész büszke volt felfedezésére. A harcba induló ifjút látjuk, mellette kétoldalt szülei állnak, segítenek neki az öltözködésben, valószínűleg tanácsokkal is ellátják. Ezt a két alakot még a hagyományos profilban rajzolta meg a művész, és a harcos fejét is. Ha jól megnézzük, azt is észrevesszük, hogy nem egykönnyen sikerült neki az oldalt fordított fejet az elölről ábrázolt testhez illeszteni. Az ifjú egyik lábát oldalról mutatja, a másikat elölről. A bal láb mellett ott a pajzs, és nem kerek, ahogy gondolatban látjuk. De az egyiptomi hagyományt nem dobták egészen félre. A görög művész is pontosan megrajzolta alakjait, igyekszik a lehető legvilágosabban szemléltetni azt, amit az emberi testről tud, de anélkül, hogy természetellenesnek hasson. A tiszta körvonal, a formák kiegyensúlyozottsága most is fontos.
Klitiasz és Erogotimosz vázája az i. e. 6. században készült. Az elbeszélő ábrázolás több sávba rendeződik. Az ábrázolások nagyobbik részén istenek felvonulása látható, akik Thetisz, Neredien és Phéleusz esküvőjére mennek, ebből a házasságból születik majd Akhilleusz. Ünnepélyes sorban követik egymást a négyfogatos harckocsik. A főjelenet alatt és fölött keskeny sávokban mozgalmasabb ábrázolásokat találunk. Az egyikben Akhilleusz üldözi Tróliszt, a másikon kocsiverseny látható. A váza felső peremén a kalüdóniai vadkan, az alsó részén pedig állatok és szfinxek küzdelme tárul elénk. Az edény lábán a pigmeusok harcolnak darvakkal.

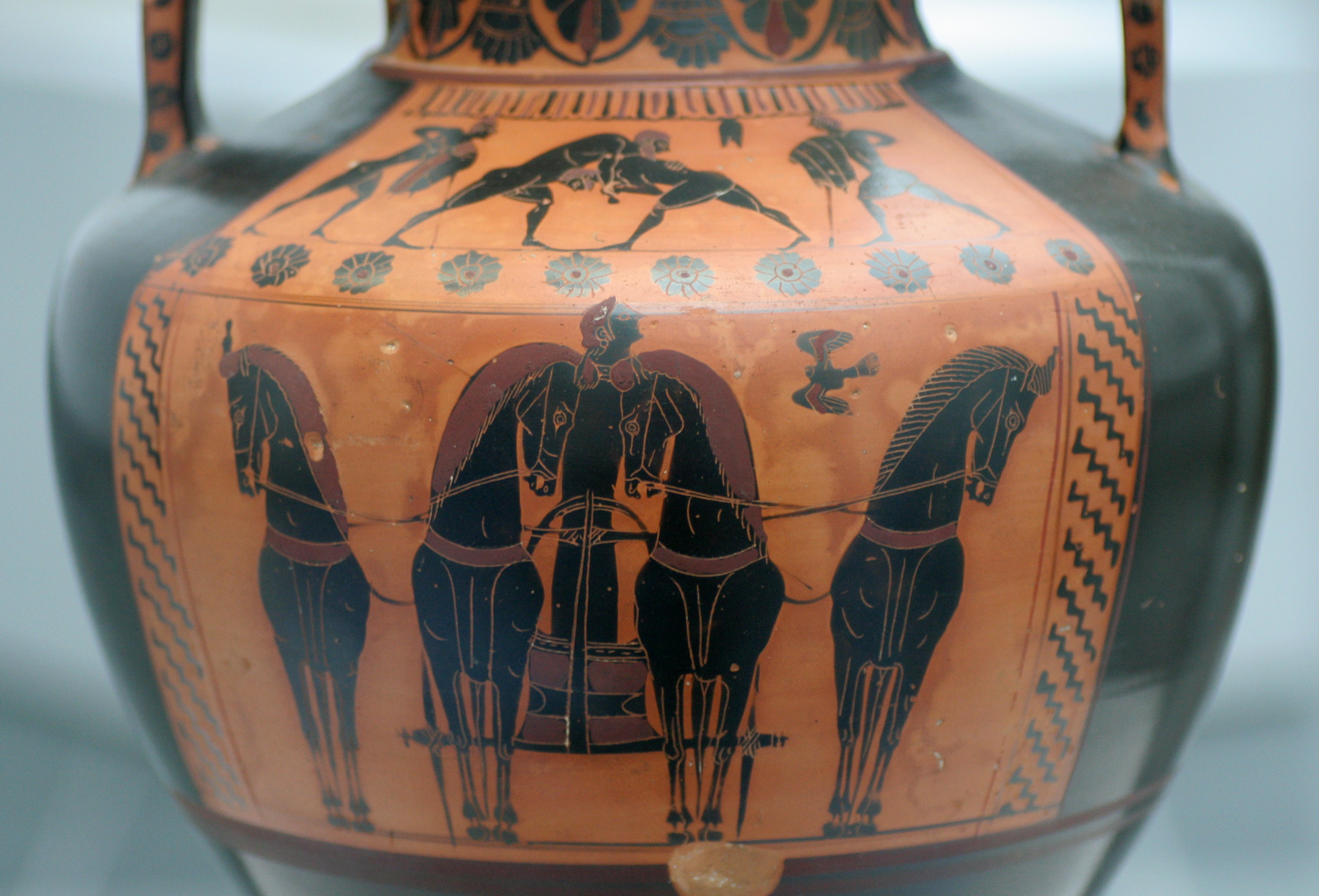
Lovasszekér ábrázolása egy vázán

A témák azért függenek össze, mert az életet ábrázolják, harcot, mozgást, és ritmust.
Az i. e. 6. század közepéről származó vázakép, amely egy négyesfogatot ábrázol, monumentális hatású. A négy ló, melyet szorosan összefog a keret, nem zsánermotívumként jelenik meg. A görög négyesfogat, a ragadozómadarak mágikus hatásúak. Az egész kép úgy hat mint egy figyelmeztetés, amire a forma szigora utal, nem pedig ezek a mágikus jelek.

#### Klasszikus kor
A klasszikus korban fekete alapra festettek vörös festékkel, különleges fajtája a léküszfestés (henger alakú edény, sírokba rakták). Az alapja szinte teljesen fehér, és erre festették fekete kontúrvonalakkal az elhunyt életében történő eseményeket.
A fekete alakos vázák legjelentősebb festője Exekiász. A Csónakázó Dionüszosz a görög festészet egyik remekműve egy külixre festették. Tárgya az az elbeszélés, melyben az isten delfinekké változataja az őt rabul ejtő tengerészeket. A bor, melyet a külixbe öntenek, a tengert jelképezi a benne úszkáló delfinekkel. Dionüszosz úgy nyúlik el benne, mint egy lakoma közben. Az alkotás minden részlete összefügg. A tárgyakat világos kontúrok határolják. Első pillantásra felismerjük a vitorlát, a szőlőfürtöket és a delfineket. Már ezek is meghatározzák a cselekmény színhelyét, a tengert. Dionüszosz csónakját fent és lent is víz öleli körül. A középponti csoportot hét delfin és hét szőlőfürt vesz körül, a delfinek mozgása, a szőlőtőke hajlása és a vitorla nagyszerűen alkalmazkodik a kör alakú kerethez, ami a csónak és a delfinek mozgását teszi simává.
Az i. e. 6. század végén és az i. e. 5. század elején a feketealakos vázafestést felváltja a vörös. A vörösalakos vázákra ecsettel rajzoltak, így a mű élethűbb lett. Andokidész vörös alakos vázái közel álltak fekete alakosokhoz. Euphroniosz rajzainak szokatlan gazdagságával emelkedik ki. Az egyik váza szerint híres lehetett. Riválisa, Ethümidész ezt írta fel egyik művére: Ilyen vázát Euphroniosz még nem készített. Epiktétosz csaknem teljesen mellőzi a körvonalakon belüli kidolgozást.
Az egyik kehely Durisz vázafestő i. e. 490 körül készített munkája, rajza Eoszt és Menmót ábrázolja. Az ún. szigorú stílus utolsó művelői közé tartozó Durisz a klasszikus kor előtti átmenet jelentős rajzolója és festője, a nemes, elegáns kompozíciót helyezi előtérbe. Brügosz a kor szabad erkölcsei tükrözi.
A vázafestészet témaköre egyre jobban kiszélesedik. A mitológiai motívumok dinamikusabbak és szabadabbak, a csata- és táncjelenetek a csészék alsó szélén sorakoznak fel, szalagot képezve. Szatírral, az ember karikatúrájával is gyakran találkozunk.

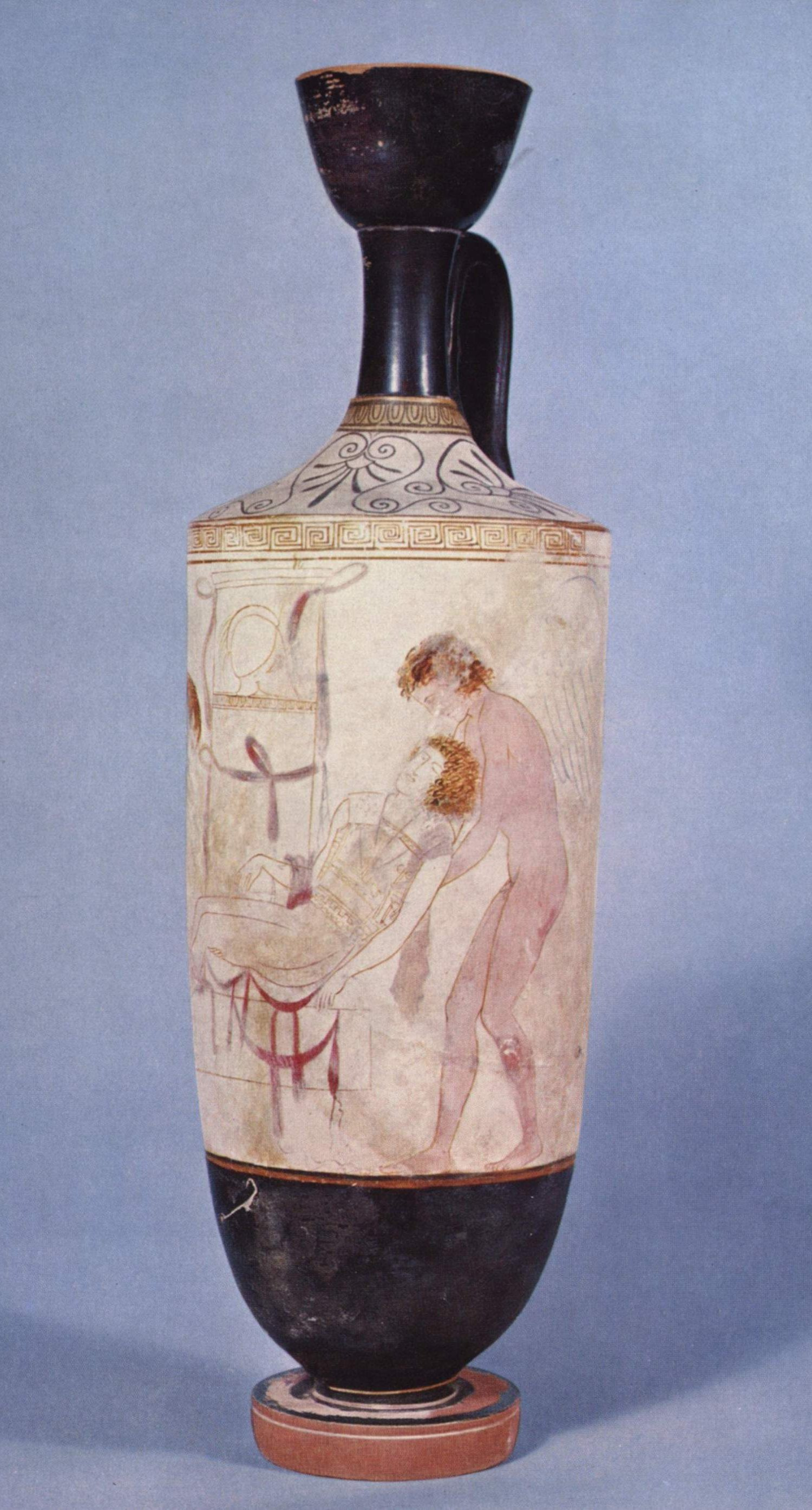
Fehéralakos váza

Pheidiász korának festészetéről a fehér alapú lékhüszök nyújtanak némi fogalmat. A rajtuk látható ábrázolás tárgyát az edények rendeltetése határozza meg: főképp halotti áldozatokat és túlvilági jeleneteket is ábrázolnak. A karcsú, gondolataikba merülő női alakok lehajtott fejjel állnak a síremlék előtt. A hagyományos szertartást személyes emberi érzelmek töltik meg. A lány előtt gyakran megjelenik egy ifjú alakja, vállán köpennyel és bottal a kezében: az elhunytat ábrázolja, ephébosz képében. A keresztény művész e kompozícióból megindító jelenetet ábrázolt volna, a feltámadott előtt térdre eső alakkal. A görög ábrázolásokon viszont a nő nyugodtan végzi a szertartást. E kor művésze nagyszerűen ábrázolja a részleteket is.
A görög klasszikusok nem voltak színtelenek. De a templomokon, szobrokon nem maradt festék. A művészek arra törekedtek, hogy a színekkel éreztessék a jelenetek lényegét. A szín, különösen az erős vörös a görög festészetben az alakok életerejét is kifejezte. A fehéralapú lékhüszok rajza sokszor igen szabad, de a vonalvezetés az ábrázolt tárgy karakterét fejti ki. Gyakran előfordul, hogy a vázafestők először a meztelen alakot rajzolják meg, és csak aztán a ruházatot.
A kor képzőművészetében kialakul a hétköznapi, komikus zsánerábrázolás. Főképp terrakottákon és vázaképeken találkozhatunk velük. Ábrázoltak kéjsóvár sziréneket, hetérákat, színészeket, iszákosokat, szerelmespárokat heverőiken. Az alakokat szándékosan groteszk formákkal, s csaknem erőteljes, durva vonásokkal jellemzik.

#### Ornamentika
A görög vázafestészetben jelentős az ornamentika, leggyakoribb motívumai a palmetta és a meander. A palmetta növényi motívumának sokszoros ismétlésével gyakran frízeket alkotnak.

#### Hellenizmus
Az i. e. 4. századból sok olyan festő neve maradt ránk, akinek elpusztultak az alkotásai. Az arhéni Apollodórosz i. e. 5. században alkalmazta az árnyékolást (szkiagráfia), Zeuxisz Héra-szobor-rajzával és Parrhasziosz finom rajzaival vált híressé, Timanthész pedig az Iphigeneia feláldozása című képe révén. Pamphilosz és Pausziász érdemeként a viaszfestést emlegetik, ez Pausziász számára egy nagyon nehéz feladat megoldását tette lehetővé: egy átlátszó edényen keresztül látható alak megfestését. Apellésznek, Nagy Sándor udvari festőjének neve már az ókorban egybeforrt a nagy művész fogalmával, sajátos technikát vezetett be, a lazúrfestést.

## Az ókori krétai és görög művészet és az intuitív matematika
A matematikát ma is sokan a művészet egyik ágának is tartják. Érdemes ezért kitekintenünk ilyen nézőpontból is az ókori görög művészetre s annak egyik előzményére, a krétai (kükladikus kultúra) művészetre: milyen matematikai (geometriai) fölismerések rejlenek a díszítőművészeti alkotások mögött.

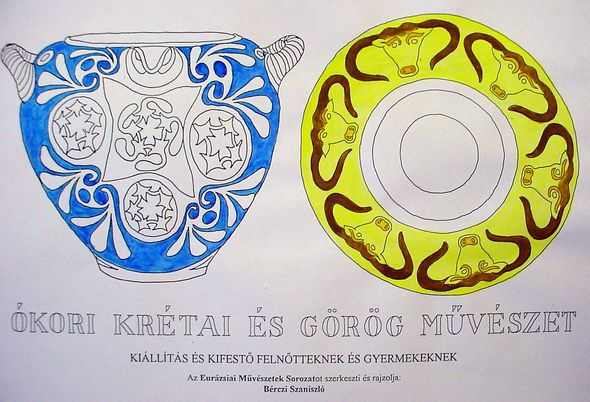
Részlet az Ókori krétai és görög művészetek kiállítási füzet borítójáról

Az egykori Kréta hatalmára, művészetére sokáig csak a régi görög mitológiában őrzött mítoszokból következtettek. Daedalosz ezermester a fiával, Ikarosszal, szárnyakat kötve menekül Krétáról, de fia, aki "túl közel repült a Naphoz", szárnyaszegetten hanyatlik alá. Ahogy a költészet, úgy a matematika is őrzi a "régiségeket".
A régiségek gyakran síkbeli ismétlődő mintázatok. Ezeket tapétacsoportoknak is nevezik a matematikában. A krétai és görög művészetnek jellemző vonása az, hogy nem a 17 egyszerű mintázat, hanem ezekből összetett néhány mintázat is megtalálható a díszítőművészetükben.
A művészeti matematika ilyen példája egy csészén látható. Ennek a cm típusú díszítőmintának a szerkezeti hasonmásait a Kaukázus vidékén is megtaláljuk. De a minta fokozatos fölépülését megfigyelve érzékelhetjük, hogy nem egyszerű, hanem összetett síkbeli szimmetria mintázatot látunk (Bérczi, 2004).
Ismerünk más olyan mintázatokat is, amik összetettek. Az egyik krétai csempén lévő díszítőmintában egy p4 szerkezetű spirálmintát "adnak össze" egy p4m szerkezetű csillagvirágmintával (Bérczi, 2004). Egy másik csempén viszont egy p4 szerkezetű spirálmintázathoz p2 szerkezetű pálmavirág csokrokat adtak. Az első összetett mintázatot ezért p4m/p4, a másodikat pedig p4/p2 szerkezettel jellemezhetjük (a megadott külső hivatkozásban az ábrákat is láthatjuk).

## Görög kifejezések
Görög művészeti kifejezések (Zsámboki Gyula: A görög művészet kiválóbb alkotásainak ismertetése, 1910):

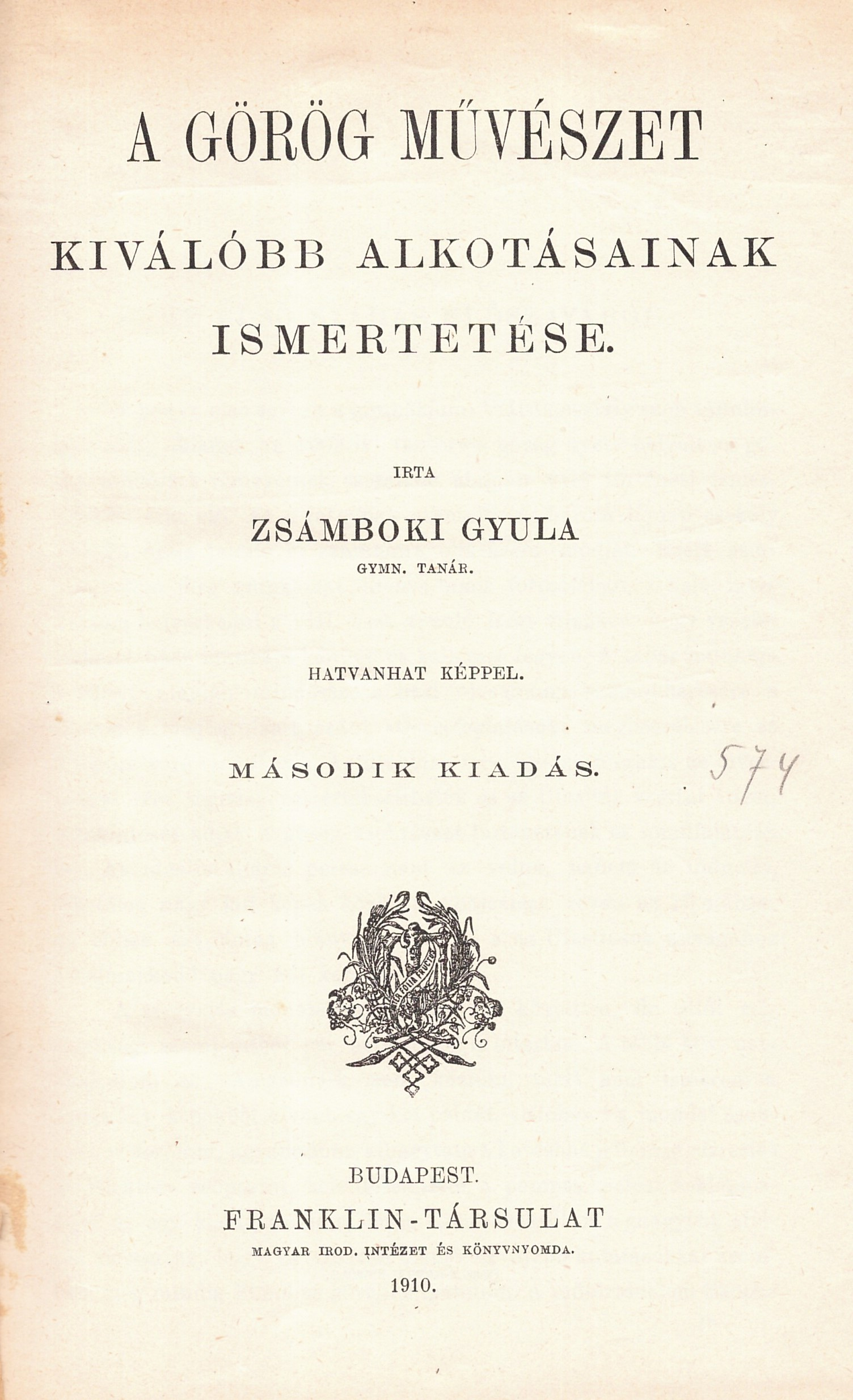
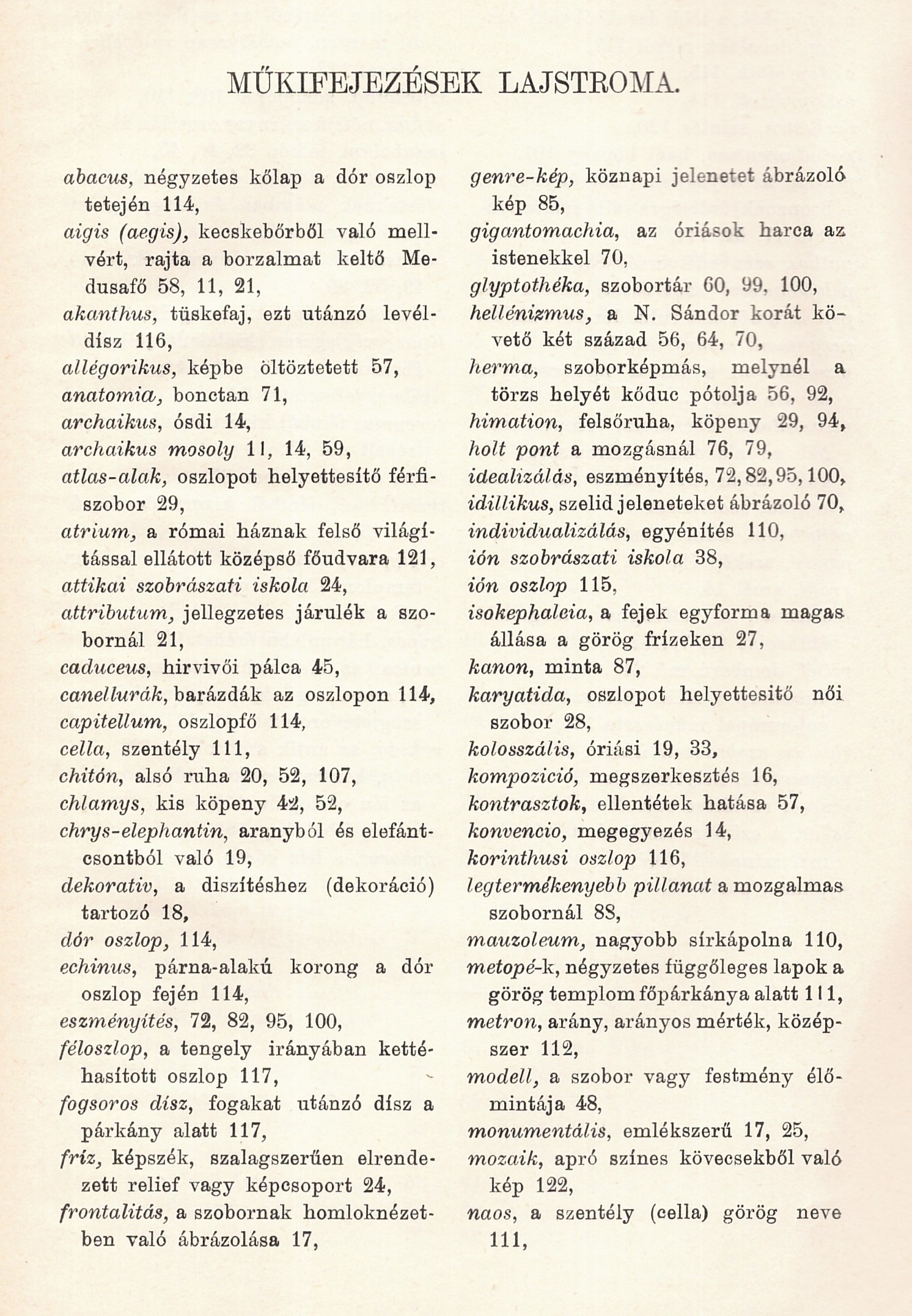
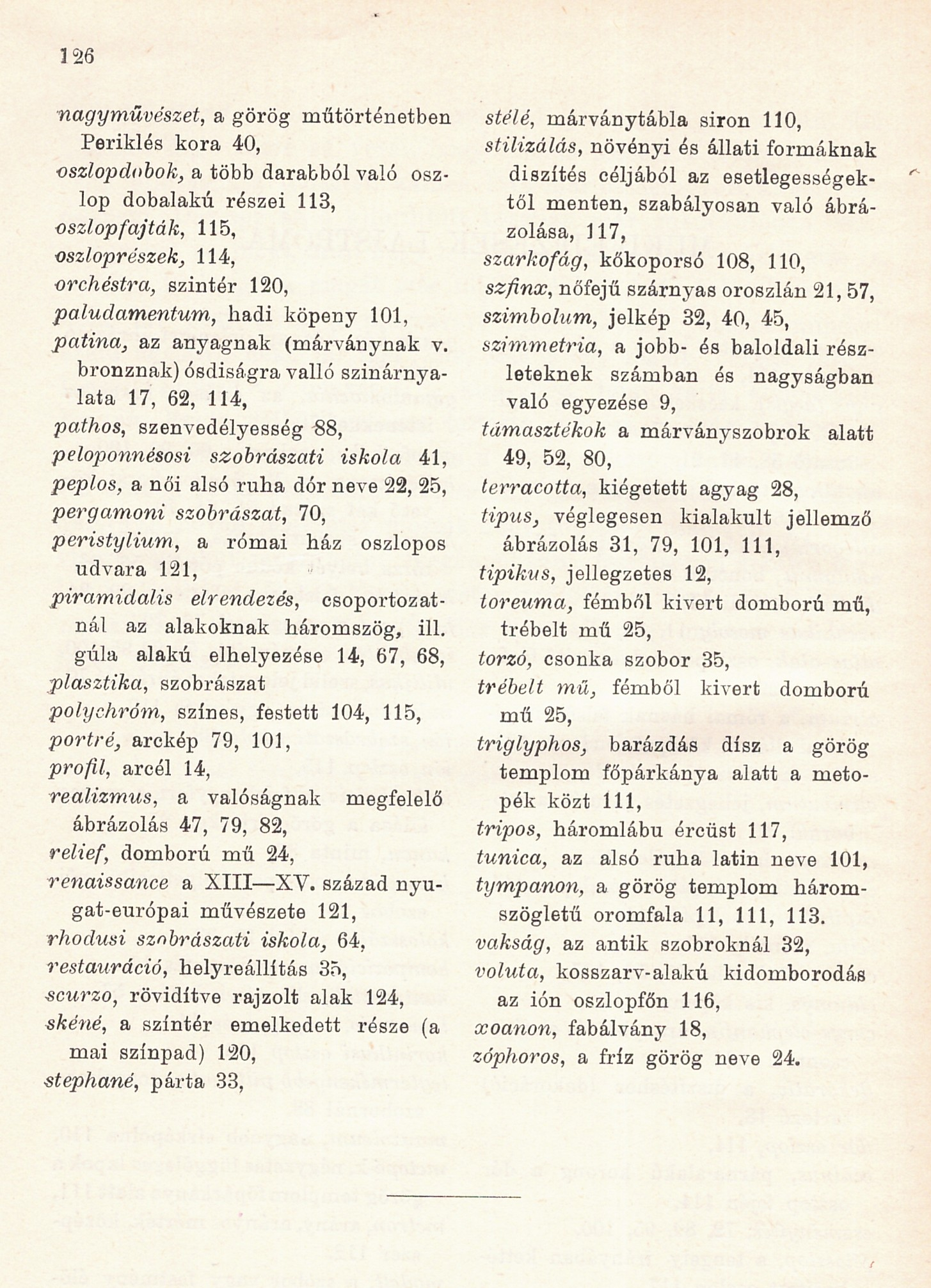

## Külső források
- Összetett ókori krétai és görög mintázatok a díszítőművészetben. Archiválva 2007. július 17-i dátummal a Wayback Machine-ben
- Etnomatematikai honlap, ahol az eurázsiai díszítőművészetekről és azok matematikai kapcsolatáról lehet olvasni.